# Mikhail Glinka
Mikhail Ivanovich Glinka (em russo:  Михаил Иванович Глинка; Novospasskoye, 1804 – Berlim, 15 de fevereiro de 1857) foi um compositor da Rússia, considerado pai da música erudita russa. Suas composições foram influência importante para futuros compositores russos, como os membros do Grupo dos Cinco.

## Carreira
Sua formação musical foi bastante irregular, só vindo a sistematizá-la a partir de 1828, quando, por motivo de saúde, viajou para a Itália.
Durante os três anos que passou em terra italiana, amadureceu seu antigo projeto de criar uma música nacional russa. De passagem por Berlim foi fortemente estimulado pelo exemplo de Carl Maria von Weber,  que havia criado uma ópera caracteristicamente alemã.
De volta à Rússia, em pouco tempo compõe a ópera Zizn te tsaria ("A vida pelo czar", 1836) e cujo enredo se passa durante a guerra russo-polonesa de 1635. A ópera obtém um sucesso triunfal. Seus coros e danças, autenticamente populares, e o patriotismo do libreto assinalam  o começo de uma escola musical genuinamente russa. Animado pelo sucesso, Glinka escreve outra ópera: Ruslan i Ludmila (1842; "Ruslan e Ludmila"), baseada no poema homônimo de Puchkin. Desta vez utiliza o orientalismo procedente das regiões  do Império Russo na Ásia. Apesar do interesse exótico  e da estrutura operística mais sólida, a obra foi menos aplaudida que A vida pelo czar, que até hoje é muito representada na Rússia, sob o título  de Ivan Sussanin.
Em 1884, Glinka vai até Paris e, posteriormente, para a Espanha, onde permanece dois anos em convívio com músicos populares. Fruto desse convívio são as peças sinfônicas Jota aragonesa (1845) e Una Noche de verano en Madrid (1848). São obras que refletem o interesse do compositor pela música espanhola, assim como um outro trabalho sinfônico, intitulado Kamarinskaja, que é o reflexo de pesquisas sobre a música ucraniana. Desde a composição de suas duas óperas, Glinka tinha-se voltado para o a velha música litúrgica eslava, pois convencera-se que ela tinha deixado vestígios na música popular russa. Também escreveu numerosos lieder.
O asteróide 2205 Glinka, descoberto em 1973 por Lyudmila Chernykh, foi nomeado em honra do compositor.

## Canção Patriótica: O Hino da Rússia
Compôs a Canção Patriótica, que foi postumamente usada como o hino da Rússia entre os anos de 1991 e 2000 e que, apesar de ser uma canção conhecida e aprovada pelo povo, atualmente é considerada pelos russos que viveram no período pós-soviético como uma melodia que faz chegar à memória os "desastrosos" anos em que Boris Ieltsin estivera no poder, sendo vulgarmente chamada de Canção da Oligarquia.